# پل فیروز آباد
پل فیروز آباد پُلی تاریخی است که در فیروزآباد در استان اردبیل واقع شده و به‌عنوان یکی از آثار ملی ایران در اولین همایش ثبت ملی آثار معماری صنعتی کشور در بندر ماهشهر استان خوزستان در دی ماه ۱۳۹۹ به عنوان اولین اثر معماری صنعتی استان اردبیل در فهرست آثار ملی به ثبت رسید.
پل فیروزآباد بر روی رودخانه گیوی چای و سنگورچای در بخش فیروز شهرستان کوثر در استان اردبیل واقع شده و با یک دهنه و با مصالح سیمان، بتن و سنگ با کنوهای متعدد بر روی صخره طبیعی احداث شده است.این پل به وسیله آلمان ها و به دستور رضاشاه در جریان جنگ جهانی دوم ساخته شده است.
این پل دارای دهانه قوس بیضی شکل و به شکل خوابیده می باشد که با طاق دزدهایی در دو سمت پل پوشش داده شده اند، این طاق ها که روی قوس اصلی قرار دارند دارای عرض دهانه های مساوی هستند ولی ارتفاع آنها فرق دارد. طول پل حدوداً ۲۰ متر، ارتفاع آن ۱۵ متر و عرض آن به ۵ متر می رسد .ساخت این پل ۴ سال به طول انجامیده است.